# 小魔女DoReMi
《小魔女DoReMi》（日語：魔女見習いをさがして），是一套由東映動畫製作的日本魔法少女動畫影集。在1999年2月7日至2003年1月26日在朝日電視台播出。本作主要講述主角DoReMi和她的朋友們因為成為魔女見習生，一邊以成為真正的魔女為目標，並幫忙經營販賣魔法物品（每部販賣的主題都不同）的店舖「魔法堂」，一邊用魔法在日常生活幫助周遭的人的故事。
系列的故事及情節創作基礎係根據製作團隊員工的兒時記憶來進行改編，此外在系列中亦另外談論當時日本學童的霸凌及逃學、單親家庭的課題。其後亦改編成漫畫、小說、電子遊戲和舞台劇。
在動畫完結多年後，於2011年又推出正統續作輕小說，主要講述DoReMi和她的朋友們因故再度成為魔女見習生並重聚，一同度過高中生活到出社會的故事。
台灣最早由台視於2000年3月26日每週日傍晚六點全台首播第一部，2001年12月23日起，同一時間播放第二部。後來2002年3月17日改為週日的傍晚六點三十分放映。最後改由東森幼幼台於2001年2月17日每週六傍晚七點開始播映第一部至2004年12月25日首次播完童年秘密篇。2024年11月6日起台灣則由愛奇藝國際版播出。

## 製作過程
東映動畫在《夢之蠟筆王國》開播之時，因為這部以幼稚園及小學女生為目標觀眾的緣故因而收視紅盤，剛好補足了過往《流星花園》等戀愛系列所難以掌握的兒童客群，因而讓參與製作的東映動畫企劃營業部長關弘美、劇作家山田隆司、以及動畫導演佐藤順一開始構思下一部作品，決定再次攜手製作下一部同樣客群為學童動畫。
而作為本作三位核心人物的關弘美也從《巧克力冒險工廠》的作者羅爾德·達爾所寫的兒童文學《女巫》中獲得靈感，再加上東映過往的作品《魔法使莎莉》為藍本，計畫創造一部關於“魔女在生活人世間”的故事作為動畫主題，並找上曾設定動畫《流星花園》的動畫人設馬越嘉彥，以及《美少女戰士》系列的動畫導演五十嵐卓哉，以《東堂泉》這個名稱來作為動畫製作團隊於的總稱與原作。
而《東堂泉》最終製作出一部不同於一般魔法少女系列的動畫，而因為本動畫主打客群為學童，以及要與其他同類型的動畫做出區別，本作角色使用將魔女服直接套於身上的換裝，而不是當時作為主流有裸露鏡頭的變身，也不直接以魔女作為主角，而是有「魔女見習生」這個祕密身分的普通人類兒童，在作品中使用大量的音樂元素及用語和借鏡《魔法使莎莉》的元素和名稱，並在幾乎每集片頭曲之前來播放每次約20秒當集的當集劇情暗示，而這個設定也幾乎被東堂泉的後續動畫給持續應用下去，並成為了其特色。
而本作並不像多數日本動畫經常採用的《海螺小姐》模式，而是在時間流逝對應現實生活，連續四季的動畫播放也對應一名小學生從三年級成長到六年級畢業的所需時間，劇中也探討了現實日本學生的學校及家庭中不時會發生的各項問題，例如家庭失和、不肯上學和與同儕之間的爭執等等的各種問題，後續的輕小說版更是描寫出現今日本高中生會碰上的各種難題和社會現實。
而另外本作雖作為魔法少女類型動畫，但劇中也明確表示魔法並不是能解決一切事務的萬靈丹，多數劇情仍是要依靠主角群的成長和思考來解決問題，因此成為本部作品最大的特色。

## 系列概覽

### 電視動畫
本作主系列動畫一共分為四部，每一部時間皆為一年，講述DoReMi她們小學三到六年級的故事，外加一部以第三部為背景的13集OVA補充故事。台灣當初引進時以第一部、第二部、第三部、第四部作為每季副標題的區分，OVA播出時以「童年回憶篇」作為副標題，後改為「童年秘密篇」。

#### 小魔女DoReMi
- 原標題： / Ojamajo Doremi[註 2]
- 首播日期：1999年2月7日 - 2000年1月30日
- 話數：51話
- 故事主題：友情
- 魔法堂招牌：MAHO堂（魔法堂）
- 主要售賣物品：魔法飾物
- 故事概要：就讀於美空市小學、自稱「全世界最不幸的美少女」的三年級生春風DoReMi，一直相信世界上有魔女存在，並希望自己能成為魔女來向喜歡的人表白。一天放學時，春風DoReMi路過一間名為「薪旗山莉卡魔法堂」的店舖，進入一探究竟時碰巧拆穿當時魔法堂的老闆——“魔女莉卡”的魔女身份，而導致魔女莉卡受“詛咒”影響而變成一隻魔女青蛙。為了幫魔女莉卡回復原狀，DoReMi與好友們藤原羽月、妹尾愛子、瀨川音符、以及妹妹春風泡泡共同成為魔女見習生、參加見習生考試，正式朝成為魔女之路邁進。

#### 小魔女DoReMi♯
- 原標題： / Ojamajo Doremi♯
- 首播日期：2000年2月6日 - 2001年1月28日
- 話數：49話
- 故事主題：母愛
- 魔法堂招牌：Flower Garden MAHO堂（花園魔法堂）
- 主要售賣物品：魔法花卉
- 故事概要：升上四年級的DoReMi、羽月、愛子和音符，一天晚上“碰巧”走入魔女世界的女王花園，親眼目睹一個魔女嬰兒從王后玫瑰花中誕生。這名從花朵誕生的嬰兒後來由DoReMi命名為「小花」，在女王的囑託下由DoReMi等人負責撫養一年，而育兒過程充滿艱辛與酸甜苦辣，也使度過各種難關的DoReMi一行人有很大的成長。然而小花日漸增強的強大魔力，不但受到長年與魔女世界敵對的「魔法師世界」盯上，後來甚至被居於「被詛咒的森林」中的前前任女王所忌憚，迫使DoReMi等人一次又一次地鋌而走險，以“無償的愛”來保護小花免受傷害。

#### 大~集合！小魔女DoReMi
- 原標題： / Mōtto! Ojamajo Doremi
- 首播日期：2001年2月4日～2002年1月27日
- 話數：50話
- 故事主題：成長、思念
- 魔法堂招牌：Sweeet House MAHO堂（糕餅屋魔法堂）
- 主要售賣物品：甜點
- 故事概要：升上五年級的DoReMi、羽月、愛子和音符面臨學校重新分班，由於撫養小花一年的卓越貢獻，四人經由魔女世界女王的訴求下得以恢復見習生身份，但同時必須想辦法通過六名「元老院」資深魔女分別舉行的糕點製作測試。女王因此介紹曾在美國紐約的糕餅屋式魔法堂學習過、近期陪父母搬回日本的飛鳥桃子協助DoReMi一行人，而桃子還幸運和DoReMi成為同班同學。隨著DoReMi一行人在糕點測試中過關斬將，不但使元老院魔女們逐一改變心意，還因此獲准與進入魔女幼兒園的小花團圓。然而詛咒森林中的前前任女王仍不肯善罷甘休，千方百計地想阻止小花的魔力增長，直到DoReMi一行人偶然知道前前任女王對已故親人的“思念”，決定努力完成足以喚回前前任女王的美好回憶之“夢幻食譜”。

#### 小魔女DoReMi 大合~奏！
- 原標題： / Ojamajo Doremi Dokka~n!
- 首播日期：2002年2月3日 - 2003年1月26日
- 話數：51話
- 故事主題：回憶、夢想、離別
- 魔法堂招牌：ZAKKA MAHO堂（時尚雜貨魔法堂）
- 主要售賣物品：手工藝品
- 故事概要：為了和升上六年級的DoReMi等人一起上學，小花使用魔法把自己的外貌變成六年級生，過程中也失去原有的水晶球。為了讓小花變回魔女，女王希望DoReMi五人以見習生身份從旁指導小花。魔法堂同時受到小花的魔法影響，變成一間販賣手工藝品的雜貨店，DoReMi等人趁勢利用此機會而做出各種手製紡織品，重現前前任女王送給她六名孫兒的禮物，從而喚起前前任女王在人間時的美好回憶，徹底消除六條荊棘以讓她重新甦醒。完成使命後，DoReMi等人經過這四年旅程而發現即使不用魔法、一樣能靠自身努力來實現願望，加上成為魔女後也會帶來無法解決的新難題，因此在是否成為魔女之抉擇上左右為難。當DoReMi等人最終做出一致的決定後，迎面而來的則是參加小學畢業典禮、各奔前程的離別時刻。

#### 小魔女DoReMi 秘密篇
- 原標題： / Ojamajo Doremi Na.i.sho
- 首播日期：2004年6月26日 - 12月11日
- 話數：13話
- 故事主題：秘密
- 魔法堂招牌：Sweeet House MAHO堂（糕餅屋魔法堂）
- 主要售賣物品：甜點
- 故事概要：作為《大合~奏！》結束后推出的13集外傳，時間背景設於以第三部《大~集合！》期間。主要講述DoReMi、羽月、愛子、音符、桃子、以及其他同學、家人和朋友之間發生的各個小故事。

### 劇場版

#### 小魔女DoReMi♯ 魔法玫瑰
《小魔女DoReMi♯ 魔法玫瑰》（映画 おジャ魔女どれみ♯）首映於2000年7月8日，為影集的首部短篇劇場版，講述泡泡結束魔女五級測驗後，無意間將女王花園的一朵白色花朵「魔女王后之心玫瑰」帶回人間界，並且間接引起人間界騷動，故事亦焦距於DoReMi及泡泡兩個之間的姐妹關係的故事。

#### 大~集合！小魔女DoReMi 青蛙石的秘密
《大~集合！小魔女DoReMi 青蛙石的秘密》（映画 も～っと! おジャ魔女どれみ カエル石のひみつ）首映於2001年7月14日，作為第二部短篇劇場版，主要講述DoReMi一家人和四個朋友返回春風DoReMi爺爺位於飛彃高山的家回鄉度假，期間春風DoReMi五人去不歸山遊玩時，根據所聽聞的魔女青蛙石傳說，好奇之下從而對此展開調查的故事。

#### 尋找小魔女DoReMi
《尋找小魔女DoReMi》作為第三部劇場版，也是首部長篇電影，為「小魔女DoReMi」電視播放20週年的紀念作品。此作會由大部分原本班底製作，並由原本聲優負責配音。
新主角是曾經看過《小魔女DoReMi》的三位20多歲女性，三人共同以探訪與《小魔女DoReMi》有關地點的公路電影，呼應本作主旨「為了大人的全新『魔法』物語」，藉由憧憬過《小魔女DoReMi》，但深知現實中沒有魔法的主角們，重新探尋觀眾兒童時期的夢想與現今的願望。
原计划於2020年5月15日於日本電影院上映，但因製作問題而延期至2020年11月13日上映。2020年10月8日，台北双喜電影宣布，台灣上映時間將在2020年11月27日，中日雙語同步上映。另外在《元氣魔法 ♥ 光之美少女》的第16話中出現了本劇場版的宣傳海報。官方為了宣傳也有另外製作一系列的短篇網路動畫。

### 輕小說

#### 小魔女DoReMi 16系列
《小魔女DoReMi 16》（おジャ魔女どれみ 16）系列定位為電視動畫系列的正統續作，講述第四部結束三年後，16歲的DoReMi等人成為高中生並再一次成為見習魔女，至20歲後步入社會的種種遭遇。該系列由講談社輕小說文庫出版。作者為栗山綠（第一至第九冊）和影山由美（第十冊），小說封面和插畫則由馬越嘉彦繪製。除此之外電視動畫系列的核心團隊都有參與該輕小說系列的製作。
該系列共分為十冊，小說標題後綴的「16、17、18、19、20」意味著DoReMi的年齡，並根據出版日期以DoReMi的生日（7月30日）而變更。值得一提的是，講述DoReMi踏入20歲後故事的第十冊《小魔女DoReMi 20's》，是作為第九冊《小魔女DoReMi 19》的番外篇。
與前作電視動畫不同的是，輕小說系列並沒有特意設定故事主題。而故事情節都隨著DoReMi等人的成長和受眾的不同，更多地觸碰到種種「殘酷般的現實」。
2024年正值小魔女DoReMi開播25週年，東映動畫發佈《小魔女DoReMi 1620's》的特別動畫，以第一部的主題曲搭配成長為高中生的DoReMi等人的形象，呼應輕小說的主題。同時宣佈將根據大眾反應決定會否及如何製作輕小說動畫化作品。

## 登場人物
小魔女DoReMi的主要人物包含五+二位（小花、泡泡）魔女見習生、她們的監護者魔女莉卡及其精靈拉拉。登場人物可擴展至她們的家人、同學師長、及魔女界的魔女們等。
七位魔女見習生分別為：
- 春風DoReMi（本作主角）

- 藤原羽月（DoReMi的兒時玩伴，富家千金）

- 妹尾愛子（從大阪來的少女，擅長體育）

- 瀨川音符（第一部後半段登場，後於第二部正式加入主角群，為知名偶像童星）

- 飛鳥桃子（第三部登場，從美國回來的歸國僑生）

- 小花（第二部登場，是個魔女嬰兒，於第四部用魔法將自己變為與DoReMi她們同年齡（非永久性），因水晶球破裂而成為魔女見習生。人間名薪旗山小花（卷機山花））

- 春風泡泡（DoReMi的妹妹，於第一部中段成為魔女見習生）

## 各話列表

### 電視動畫
| 話数                               | 日文标题                 | 中文标题                             | 编剧                     | (分镜) 导演              | 作画監督                 | 播放日期                 | 收录DVD                  |
| 第一部：小魔女DoReMi（）           | 第一部：小魔女DoReMi（） | 第一部：小魔女DoReMi（）             | 第一部：小魔女DoReMi（） | 第一部：小魔女DoReMi（） | 第一部：小魔女DoReMi（） | 第一部：小魔女DoReMi（） | 第一部：小魔女DoReMi（） |
| ---------------------------------- | ------------------------ | ------------------------------------ | ------------------------ | ------------------------ | ------------------------ | ------------------------ | ------------------------ |
| 第1话                              |                          | 我是DoReMi！成為魔女見習生了！！     | 栗山綠                   | 佐藤順一                 | 河野宏之                 | 1999年 2月7日            | Vol.1                    |
| 第2话                              |                          | 我要跟羽月交換身份                   | 栗山綠                   | (佐藤順一) 廣嶋秀樹      | 青山充                   | 2月14日                  | Vol.1                    |
| 第3话                              |                          | 轉學生是大阪女孩！愛子登場           | 栗山綠                   | 矢部秋則                 | 生田目康裕               | 2月21日                  | Vol.1                    |
| 第4话                              |                          | 大家都變成魔女我就不怕了             | 栗山綠                   | 五十嵐卓哉               | 中嶋忠二                 | 2月28日                  | Vol.1                    |
| 第5话                              |                          | 新裝開店！魔法堂                     | 影山由美                 | 岩井隆央                 | 川村敏江                 | 3月7日                   | Vol.1                    |
| 第6话                              |                          | 謊言是友情的開始                     | 大和屋曉                 | 岡佳廣                   | 稲上晃                   | 3月14日                  | Vol.1                    |
| 第7话                              |                          | 目標是九級！魔女考試                 | 吉田玲子                 | 山吉康夫                 | 青山充                   | 3月21日                  | Vol.2                    |
| 第8话                              |                          | 向魔女的世界GO！                     | 吉村元希                 | 矢部秋則                 | 河野宏之                 | 3月28日                  | Vol.2                    |
| 第9话                              |                          | 到底去哪了！？精靈多多               | 栗山緑                   | (五十嵐卓哉) 廣嶋秀樹    | 川村敏江                 | 4月4日                   | Vol.2                    |
| 第10话                             |                          | 危機！被老師發現了！！               | 影山由美                 | 岩井隆央                 | 中嶋忠二                 | 4月11日                  | Vol.2                    |
| 第11话                             |                          | 早起的少女瑪莉娜與心靈花圃           | 吉田玲子                 | 岡佳廣                   | 生田目康裕               | 4月18日                  | Vol.2                    |
| 第12话                             |                          | 重要的襯衫的願望                     | 大和屋曉                 | 山吉康夫                 | 青山充                   | 4月25日                  | Vol.3                    |
| 第13话                             |                          | 大家都不合格！？八級考試             | 栗山緑                   | (佐藤順一) 岩井隆央      | 稲上晃                   | 5月2日                   | Vol.3                    |
| 第14话                             |                          | 笑一個原諒我！？                     | 吉村元希                 | 矢部秋則                 | 河野宏之                 | 5月9日                   | Vol.3                    |
| 第15话                             |                          | 魔女莉卡去幼稚園                     | 影山由美                 | (五十嵐卓哉) 廣嶋秀樹    | 川村敏江                 | 5月16日                  | Vol.3                    |
| 第16话                             |                          | 把戀愛釣上來吧                       | 吉田玲子                 | 岡佳廣                   | 青山充                   | 5月23日                  | Vol.3                    |
| 第17话                             |                          | 矢田同學是流氓小學生！？             | 大和屋曉                 | (佐藤順一) 岩井隆央      | 中嶋忠二                 | 5月30日                  | Vol.4                    |
| 第18话                             |                          | 不能使用！禁忌的魔法                 | 栗山緑                   | 山吉康夫                 | 稲上晃                   | 6月6日                   | Vol.4                    |
| 第19话                             |                          | 羽月被綁架了！                       | 前川淳                   | 伊藤尚往                 | 生田目康裕               | 6月13日                  | Vol.4                    |
| 第20话                             |                          | 對手登場！魔法堂大危機！！           | 吉田玲子                 | (五十嵐卓哉) 廣嶋秀樹    | 川村敏江                 | 6月20日                  | Vol.4                    |
| 第21话                             |                          | 魔女露卡的商品充滿危險               | 吉村元希                 | 矢部秋則                 | 河野宏之                 | 6月27日                  | Vol.4                    |
| 第22话                             |                          | 六級魔女的道路太遙遠！？             | 吉田玲子                 | 山吉康夫                 | 青山充                   | 7月4日                   | Vol.5                    |
| 第23话                             |                          | 大逆轉！？小魔女的試煉               | 栗山緑                   | 岡佳廣                   | 中嶋忠二                 | 7月11日                  | Vol.5                    |
| 第24话                             |                          | 魔女露卡對第六級小魔女！             | 栗山緑                   | (佐藤順一) 岩井隆央      | 川村敏江                 | 7月18日                  | Vol.5                    |
| 第25话                             |                          | 小魔女泡泡登場！？                   | 影山由美                 | (五十嵐卓哉) 廣嶋秀樹    | 生田目康裕               | 7月25日                  | Vol.5                    |
| 第26话                             |                          | 我們是聖潔使者！                     | 栗山緑                   | 伊藤尚往                 | 中嶋忠二                 | 8月1日                   | Vol.5                    |
| 第27话                             |                          | 老頭阿迪出現了！？                   | 吉田玲子                 | 矢部秋則                 | 青山充                   | 8月8日                   | Vol.6                    |
| 第28话                             |                          | 戀愛乘著高原的風而來                 | 吉村元希                 | 山吉康夫                 | 河野宏之                 | 8月15日                  | Vol.6                    |
| 第29话                             |                          | 轉換器在夏日祭典上不見了！           | 前川淳                   | 岡佳廣                   | 稲上晃                   | 8月22日                  | Vol.6                    |
| 第30话                             |                          | 想看見幽靈！                         | 大和屋曉                 | 五十嵐卓哉               | 馬越嘉彥                 | 8月29日                  | Vol.6                    |
| 第31话                             |                          | 來自蒙古的禮物                       | 吉村元希                 | 岩井隆央                 | 青山充                   | 9月5日                   | Vol.6                    |
| 第32话                             |                          | 打倒玉木！學級委員選舉               | 吉田玲子                 | 矢部秋則                 | 川村敏江                 | 9月12日                  | Vol.7                    |
| 第33话                             |                          | 運動會驚慌一片！                     | 影山由美                 | 山吉康夫                 | 生田目康裕               | 9月19日                  | Vol.7                    |
| 第34话                             |                          | 想跟媽媽見一面！                     | 栗山緑                   | 岡佳廣                   | 河野宏之                 | 9月26日                  | Vol.7                    |
| 第35话                             |                          | 轉學生是魔女見習生！？               | 栗山緑                   | (佐藤順一) 岩井隆央      | 稲上晃                   | 10月3日                  | Vol.7                    |
| 第36话                             |                          | 四級考試是龜兔賽跑！                 | 大和屋曉                 | (五十嵐卓哉) 廣嶋秀樹    | 青山充                   | 10月10日                 | Vol.7                    |
| 第37话                             |                          | 有好多魔女青蛙！                     | 前川淳                   | 矢部秋則                 | 中嶋忠二                 | 10月17日                 | Vol.8                    |
| 第38话                             |                          | 良太跟深夜裡的怪獸                   | 喜多川夏音               | 山吉康夫                 | 川村敏江                 | 10月24日                 | Vol.8                    |
| 第39话                             |                          | DoReMi的男友是國中生！               | 影山由美                 | 山内重保                 | 生田目康裕               | 10月31日                 | Vol.8                    |
| 第40话                             |                          | DoReMi過關？三級考試                 | 大和屋曉                 | 伊藤尚往                 | 青山充                   | 11月14日                 | Vol.8                    |
| 第41话                             |                          | 父與子勝利的一步棋！                 | 栗山緑                   | 岡佳廣                   | 河野宏之                 | 11月21日                 | Vol.8                    |
| 第42话                             |                          | 小魔女們的正義之戰！                 | 前川淳                   | 岩井隆央                 | 稲上晃                   | 11月28日                 | Vol.9                    |
| 第43话                             |                          | 煙火與父女倆的感人回憶               | 栗山緑                   | 矢部秋則                 | 川村敏江                 | 12月5日                  | Vol.9                    |
| 第44话                             |                          | 我想成為職業女子摔角選手！           | 吉村元希                 | 山吉康夫                 | 青山充                   | 12月12日                 | Vol.9                    |
| 第45话                             |                          | 拯救聖誕老人！                       | 影山由美                 | 五十嵐卓哉               | 馬越嘉彦                 | 12月19日                 | Vol.9                    |
| 第46话                             |                          | 魔女的才藝大會！                     | 喜多川夏音               | 伊藤尚往                 | 中嶋忠二                 | 12月26日                 | Vol.9                    |
| 第47话                             |                          | 小愛爸爸去相親                       | 栗山緑                   | 岡佳廣                   | 生田目康裕               | 2000年 1月2日            | Vol.10                   |
| 第48话                             |                          | 音符的電子郵件是情書？               | 大和屋曉                 | 矢部秋則                 | 川村敏江                 | 1月9日                   | Vol.10                   |
| 第49话                             |                          | 跟爸爸相見！載著夢的臥舖特快車       | 影山由美                 | 山内重保                 | 河野宏之                 | 1月16日                  | Vol.10                   |
| 第50话                             |                          | 最後的魔女見習生考試                 | 前川淳                   | 山吉康夫                 | 青山充                   | 1月23日                  | Vol.10                   |
| 第51话                             |                          | 再見了，魔法堂                       | 栗山緑                   | 佐藤順一                 | 稲上晃                   | 1月30日                  | Vol.10                   |
| 第二部：小魔女DoReMi♯（）          |                          |                                      |                          |                          |                          |                          |                          |
| 第1话                              |                          | DoReMi變成媽媽了！？                 | 栗山緑                   | 五十嵐卓哉               | 川村敏江                 | 2000年 2月6日            | Vol.1                    |
| 第2话                              |                          | 照顧小寶寶不容易哦！                 | 栗山緑                   | 伊藤尚往                 | 中嶋忠二                 | 2月13日                  | Vol.1                    |
| 第3话                              |                          | 快醒醒吧！泡泡的見習生考試           | 影山由美                 | (山内重保) 岩井隆央      | 青山充                   | 2月20日                  | Vol.1                    |
| 第4话                              |                          | DoReMi沒有資格當媽媽！？             | 栗山緑                   | 山内重保                 | 生田目康裕               | 2月27日                  | Vol.1                    |
| 第5话                              |                          | 再見了，老頭阿迪                     | 吉田玲子                 | 岡佳廣                   | 河野宏之                 | 3月5日                   | Vol.1                    |
| 第6话                              |                          | 倔強與純真                           | 大和屋曉                 | 矢部秋則                 | 稲上晃                   | 3月12日                  | Vol.2                    |
| 第7话                              |                          | 小花的健康檢查                       | 栗山緑                   | (佐藤順一) 岩井隆央      | 中嶋忠二                 | 3月19日                  | Vol.2                    |
| 第8话                              |                          | 穿越時空，探索音符媽媽的秘密！       | 影山由美                 | 山吉康夫                 | 青山充                   | 3月26日                  | Vol.2                    |
| 第9话                              |                          | 尋找香草！魔法堂巴士之旅             | 吉田玲子                 | (五十嵐卓哉) 廣嶋秀樹    | 川村敏江                 | 4月2日                   | Vol.2                    |
| 第10话                             |                          | 小愛變成高中生了！？                 | 大和屋曉                 | 伊藤尚往                 | 河野宏之                 | 4月9日                   | Vol.2                    |
| 第11话                             |                          | 羽月要學舞蹈！？                     | 影山由美                 | 岡佳廣                   | 生田目康裕               | 4月16日                  | Vol.3                    |
| 第12话                             |                          | 健康檢查之黃色警告卡！               | 吉田玲子                 | 矢部秋則                 | 中嶋忠二                 | 4月23日                  | Vol.3                    |
| 第13话                             |                          | DoReMi要當新娘子了？                 | 栗山緑                   | 岩井隆央                 | 青山充                   | 4月30日                  | Vol.3                    |
| 第14话                             |                          | 泡泡的初戀？她愛慕的順一老師！       | 成田良美                 | 山吉康夫                 | 稲上晃                   | 5月7日                   | Vol.3                    |
| 第15话                             |                          | 母親節跟母親的畫像                   | 栗山緑                   | (佐藤順一) 廣嶋秀樹      | 川村敏江                 | 5月14日                  | Vol.3                    |
| 第16话                             |                          | 小花會爬行了！？春風家的大危機！     | 大和屋曉                 | 伊藤尚往                 | 中嶋忠二                 | 5月21日                  | Vol.4                    |
| 第17话                             |                          | 小花的爬行測驗                       | 影山由美                 | 岡佳廣                   | 青山充                   | 5月28日                  | Vol.4                    |
| 第18话                             |                          | 精靈多多離家出走了！                 | 成田良美                 | 矢部秋則                 | 河野宏之                 | 6月4日                   | Vol.4                    |
| 第19话                             |                          | DoReMi和羽月反目成仇                 | 栗山緑                   | 岩井隆央                 | 稲上晃                   | 6月11日                  | Vol.4                    |
| 第20话                             |                          | 可以見到媽媽了！愛子淚流滿面的重逢   | 栗山緑                   | 山吉康夫                 | 生田目康裕               | 6月25日                  | Vol.4                    |
| 第21话                             |                          | 討厭人類的魔女唐跟薰衣草             | 大和屋曉                 | 伊藤尚往                 | 中嶋忠二                 | 7月2日                   | Vol.5                    |
| 第22话                             |                          | 魔法師的陷阱，老頭阿迪回來了！       | 栗山緑                   | 岡佳廣                   | 青山充                   | 7月9日                   | Vol.5                    |
| 第23话                             |                          | 用新的魔力把小花救回來！             | 栗山緑                   | (佐藤順一) 岩井隆央      | 川村敏江                 | 7月16日                  | Vol.5                    |
| 第24话                             |                          | 炸麵包的威力真可怕！                 | 影山由美                 | 矢部秋則                 | 河野宏之                 | 7月23日                  | Vol.5                    |
| 第25话                             |                          | 迷樣的美少年·小曉登場！              | 成田良美                 | 山吉康夫                 | 稲上晃                   | 7月30日                  | Vol.5                    |
| 第26话                             |                          | 飯田佳苗的瘦身大作戰                 | 吉田玲子                 | 伊藤尚往                 | 生田目康裕               | 8月6日                   | Vol.6                    |
| 第27话                             |                          | 北國的香草與珍貴的回憶               | 栗山緑                   | 岡佳廣                   | 青山充                   | 8月13日                  | Vol.6                    |
| 第28话                             |                          | 暗藏危險的健康檢查                   | 成田良美                 | 矢部秋則                 | 中嶋忠二                 | 8月20日                  | Vol.6                    |
| 第29话                             |                          | 試膽活動使大家都消失了！？           | 大和屋曉                 | 山吉康夫                 | 川村敏江                 | 8月27日                  | Vol.6                    |
| 第30话                             |                          | 關老師有男朋友了！？                 | 影山由美                 | 岩井隆央                 | 河野宏之                 | 9月3日                   | Vol.6                    |
| 第31话                             |                          | 從魔法師世界來的FLAT4！              | 栗山緑                   | 伊藤尚往                 | 青山充                   | 9月10日                  | Vol.7                    |
| 第32话                             |                          | 飛翔吧！精靈們的大變身               | 大和屋曉                 | 岡佳廣                   | 中嶋忠二                 | 9月17日                  | Vol.7                    |
| 第33话                             |                          | 照片留下遠足的回憶！                 | 成田良美                 | 矢部秋則                 | 稲上晃                   | 10月1日                  | Vol.7                    |
| 第34话                             |                          | 章魚燒是找回友誼的滋味               | 吉田玲子                 | 山吉康夫                 | 生田目康裕               | 10月8日                  | Vol.7                    |
| 第35话                             |                          | 在運動會裡爭奪頂尖地位！             | 影山由美                 | (佐藤順一) 廣嶋秀樹      | 青山充                   | 10月15日                 | Vol.7                    |
| 第36话                             |                          | 小愛與里昂的運動大對決！！           | 成田良美                 | 伊藤尚往                 | 川村敏江                 | 10月22日                 | Vol.8                    |
| 第37话                             |                          | 小花和泡泡都在考試哦！               | 吉田玲子                 | 岡佳廣                   | 河野宏之                 | 10月29日                 | Vol.8                    |
| 第38话                             |                          | 羽月變成名導演！                     | 大和屋曉                 | 矢部秋則                 | 中嶋忠二                 | 11月12日                 | Vol.8                    |
| 第39话                             |                          | 任性的小孩與生氣的怪獸               | 影山由美                 | 山吉康夫                 | 青山充                   | 11月19日                 | Vol.8                    |
| 第40话                             |                          | 鋼琴終於來到春風家！                 | 栗山緑                   | 五十嵐卓哉               | 馬越嘉彦                 | 11月26日                 | Vol.8                    |
| 第41话                             |                          | 追上音符吧！小花的偶像之路！         | 成田良美                 | 岩井隆央                 | 稲上晃                   | 12月3日                  | Vol.9                    |
| 第42话                             |                          | 不使用魔法的魔女                     | 大和屋曉                 | 山内重保                 | 生田目康裕               | 12月10日                 | Vol.9                    |
| 第43话                             |                          | 小花是我們的同學！？                 | 吉田玲子                 | 廣嶋秀樹                 | 河野宏之                 | 12月17日                 | Vol.9                    |
| 第44话                             |                          | 幸福的白色聖誕                       | 栗山緑                   | 岡佳廣                   | 川村敏江                 | 12月24日                 | Vol.9                    |
| 第45话                             |                          | 小魔女古裝劇，少女立大志篇           | 影山由美                 | 矢部秋則                 | 青山充                   | 12月31日                 | Vol.9                    |
| 第46话                             |                          | 最後的健康檢查，讓媽媽來保護小花！   | 大和屋曉                 | 伊藤尚往                 | 中嶋忠二                 | 2001年 1月7日            | Vol.10                   |
| 第47话                             |                          | 把小花還給我們！魔法大對決           | 影山由美                 | 山吉康夫                 | 稲上晃                   | 1月14日                  | Vol.10                   |
| 第48话                             |                          | 小花會死掉嗎！？                     | 成田良美                 | (山内重保) 廣嶋秀樹      | 川村敏江                 | 1月21日                  | Vol.10                   |
| 第49话                             |                          | 再見了，小花                         | 栗山緑                   | 山内重保                 | 河野宏之                 | 1月28日                  | Vol.10                   |
| 第三部：大~集合！小魔女DoReMi（）  |                          |                                      |                          |                          |                          |                          |                          |
| 第1话                              |                          | DoReMi風雨飄搖的新學期！             | 栗山緑                   | 五十嵐卓哉               | 馬越嘉彦                 | 2001年 2月4日            | Vol.1                    |
| 第2话                              |                          | 桃子哭了！？耳環的秘密               | 栗山緑                   | 岡佳廣                   | 青山充                   | 2月11日                  | Vol.1                    |
| 第3话                              |                          | 我討厭你！不過我想變成你的朋友！     | 栗山緑                   | 矢部秋則                 | 中嶋忠二                 | 2月18日                  | Vol.1                    |
| 第4话                              |                          | 歡迎光臨魔法堂甜點屋！               | 栗山緑                   | 山吉康夫                 | 稲上晃                   | 2月25日                  | Vol.1                    |
| 第5话                              |                          | SOS三重奏即將解散！？                | 成田良美                 | 廣嶋秀樹                 | 青山充                   | 3月4日                   | Vol.2                    |
| 第6话                              |                          | 挑戰！第一次糕餅師測驗               | 栗山緑                   | 山内重保                 | 生田目康裕               | 3月11日                  | Vol.2                    |
| 第7话                              |                          | 小花！歡迎你回來                     | 影山由美                 | 矢部秋則                 | 河野宏之                 | 3月18日                  | Vol.2                    |
| 第8话                              |                          | 好朋友，到底是什麼呢？               | 大和屋曉                 | 伊藤尚往                 | 川村敏江                 | 3月25日                  | Vol.2                    |
| 第9话                              |                          | 羽月跟阿優的寶物                     | 影山由美                 | 岡佳廣                   | 中嶋忠二                 | 4月1日                   | Vol.3                    |
| 第10话                             |                          | 我不想變成大人！                     | 成田良美                 | 山吉康夫                 | 青山充                   | 4月8日                   | Vol.3                    |
| 第11话                             |                          | 停不下來的老師！！                   | 影山由美                 | 岩井隆央                 | 稲上晃                   | 4月15日                  | Vol.3                    |
| 第12话                             |                          | 小竹VS魔鬼教練五十嵐                 | 大和屋曉                 | 廣嶋秀樹                 | 川村敏江                 | 4月22日                  | Vol.3                    |
| 第13话                             |                          | 我想搭上夢想之船！                   | 成田良美                 | 山内重保                 | 生田目康裕               | 4月29日                  | Vol.4                    |
| 第14话                             |                          | 混亂的慶生會                         | 栗山緑                   | 矢部秋則                 | 青山充                   | 5月6日                   | Vol.4                    |
| 第15话                             |                          | 你喜不喜歡美麗的媽媽？               | 栗山緑                   | 五十嵐卓哉               | 河野宏之                 | 5月13日                  | Vol.4                    |
| 第16话                             |                          | 光是好吃還不夠嗎！？                 | 成田良美                 | 伊藤尚往                 | 中嶋忠二                 | 5月20日                  | Vol.4                    |
| 第17话                             |                          | 命中注定的對手！！春風跟玉木         | 影山由美                 | 岡佳廣                   | 川村敏江                 | 5月27日                  | Vol.5                    |
| 第18话                             |                          | 貼身觀察！！偶像明星的一天           | 影山由美                 | 山吉康夫                 | 稲上晃                   | 6月3日                   | Vol.5                    |
| 第19话                             |                          | 愛吵架的父子倆                       | 大和屋曉                 | 廣嶋秀樹                 | 青山充                   | 6月10日                  | Vol.5                    |
| 第20话                             |                          | 第一次見面的同班同學                 | 栗山緑                   | (佐藤順一) 岩井隆央      | 生田目康裕               | 6月24日                  | Vol.5                    |
| 第21话                             |                          | 魔法調味料用完了！！                 | 成田良美                 | 矢部秋則                 | 中嶋忠二                 | 7月1日                   | Vol.6                    |
| 第22话                             |                          | 泡泡變成姊姊了？？                   | 影山由美                 | 伊藤尚往                 | 河野宏之                 | 7月8日                   | Vol.6                    |
| 第23话                             |                          | 海邊的蛤蠣                           | 大和屋曉                 | 岡佳廣                   | 川村敏江                 | 7月15日                  | Vol.6                    |
| 第24话                             |                          | 在音樂社搖滾一下吧！？               | 栗山緑                   | 山吉康夫                 | 青山充                   | 7月22日                  | Vol.6                    |
| 第25话                             |                          | 孤單一個人的暑假                     | 成田良美                 | (五十嵐卓哉) 長峯達也    | 稲上晃                   | 7月29日                  | Vol.7                    |
| 第26话                             |                          | 傳達思念！小愛到大阪去               | 影山由美                 | 岩井隆央                 | 中嶋忠二                 | 8月5日                   | Vol.7                    |
| 第27话                             |                          | 殺出重圍，通過整人考試吧！           | 成田良美                 | 廣嶋秀樹                 | 生田目康裕               | 8月12日                  | Vol.7                    |
| 第28话                             |                          | 魔女幼稚園，危機四伏！               | 栗山緑                   | 矢部秋則                 | 川村敏江                 | 8月19日                  | Vol.7                    |
| 第29话                             |                          | 恐怖！水井幽靈的詛咒                 | 大和屋曉                 | 伊藤尚往                 | 青山充                   | 8月26日                  | Vol.8                    |
| 第30话                             |                          | 請給我夢幻食譜吧！                   | 成田良美                 | 山吉康夫                 | 河野宏之                 | 9月2日                   | Vol.8                    |
| 第31话                             |                          | 醫治小花討厭蔬菜的毛病！             | 栗山緑                   | 岡佳廣                   | 中嶋忠二                 | 9月9日                   | Vol.8                    |
| 第32话                             |                          | 小桃子的媽媽養成訓練                 | 大和屋曉                 | 長峯達也                 | 稲上晃                   | 9月16日                  | Vol.8                    |
| 第33话                             |                          | 天下無敵！？小魔女拔刀相助           | 成田良美                 | 岩井隆央                 | 青山充                   | 9月23日                  | Vol.9                    |
| 第34话                             |                          | 喚起記憶！傳說中的甜點               | 影山由美                 | (五十嵐卓哉) 廣嶋秀樹    | 川村敏江                 | 9月30日                  | Vol.9                    |
| 第35话                             |                          | 玉木能贏得天下嗎！？                 | 成田良美                 | 山内重保                 | 生田目康裕               | 10月7日                  | Vol.9                    |
| 第36话                             |                          | 羽月促進食慾的好主意                 | 影山由美                 | 矢部秋則                 | 中嶋忠二                 | 10月14日                 | Vol.9                    |
| 第37话                             |                          | 精靈們也想休息一下！                 | 大和屋曉                 | 山吉康夫                 | 河野宏之                 | 10月21日                 | Vol.10                   |
| 第38话                             |                          | 我想去上學！                         | 成田良美                 | 岡佳廣                   | 青山充                   | 10月28日                 | Vol.10                   |
| 第39话                             |                          | 學藝大會！主角是誰呢？               | 影山由美                 | 廣嶋秀樹                 | 稲上晃                   | 11月11日                 | Vol.10                   |
| 第40话                             |                          | 小花挖地瓜！                         | 大和屋曉                 | 長峯達也                 | 馬越嘉彦                 | 11月18日                 | Vol.10                   |
| 第41话                             |                          | 造訪魔女青蛙村                       | 成田良美                 | 山内重保                 | 川村敏江                 | 11月25日                 | Vol.11                   |
| 第42话                             |                          | 心跳不已！神奇的雙胞胎魔法           | 影山由美                 | 岩井隆央                 | 生田目康裕               | 12月2日                  | Vol.11                   |
| 第43话                             |                          | 小麻煩魔女漂洋過海                   | 影山由美                 | 矢部秋則                 | 青山充                   | 12月9日                  | Vol.11                   |
| 第44话                             |                          | 小愛要回大阪了！？                   | 栗山緑                   | 山吉康夫                 | 青山充                   | 12月16日                 | Vol.11                   |
| 第45话                             |                          | 大家一起歡度聖誕節！                 | 栗山緑                   | (五十嵐卓哉) 廣嶋秀樹    | 中嶋忠二                 | 12月23日                 | Vol.11                   |
| 第46话                             |                          | 亂七八糟的魔法忘年會                 | 大和屋曉                 | 岡佳廣                   | 稲上晃                   | 12月30日                 | Vol.12                   |
| 第47话                             |                          | 小花的大冒險                         | 影山由美                 | 山内重保                 | 川村敏江                 | 2002年 1月6日            | Vol.12                   |
| 第48话                             |                          | 毫無線索！最後的糕餅師測驗           | 成田良美                 | 岩井隆央                 | 青山充                   | 1月13日                  | Vol.12                   |
| 第49话                             |                          | 快醒醒吧！！被控制的小桃子           | 大和屋曉                 | (矢部秋則) 廣嶋秀樹      | 生田目康裕               | 1月20日                  | Vol.12                   |
| 第50话                             |                          | 再會了，魔女見習生                   | 栗山緑                   | 山吉康夫                 | 河野宏之                 | 1月27日                  | Vol.12                   |
| 第四部：小魔女DoReMi 大合~奏！（おジャ魔女どれみドッカ〜ン!） |                          |                                      |                          |                          |                          |                          |                          |
| 第1话                              |                          | DoReMi嚇一跳！新的小麻煩魔女         | 栗山緑                   | 五十嵐卓哉               | 馬越嘉彦                 | 2002年 2月3日            | Vol.1                    |
| 第2话                              |                          | 小花變成六年級了！                   | 栗山緑                   | 廣嶋秀樹                 | 稲上晃                   | 2月10日                  | Vol.1                    |
| 第3话                              |                          | 不可以輸給小花！                     | 成田良美                 | 長峯達也                 | 川村敏江                 | 2月17日                  | Vol.1                    |
| 第4话                              |                          | 魔法堂即將倒閉！？                   | 大和屋曉                 | 岡佳廣                   | 青山充                   | 2月24日                  | Vol.1                    |
| 第5话                              |                          | 素顏的音符                           | 栗山緑                   | 山内重保                 | 生田目康裕               | 3月3日                   | Vol.2                    |
| 第6话                              |                          | 班級圖書管理員大冒險！？             | 影山由美                 | 矢部秋則                 | 中嶋忠二                 | 3月10日                  | Vol.2                    |
| 第7话                              |                          | 打開吧！你的心扉                     | 栗山緑                   | 山吉康夫                 | 河野宏之                 | 3月17日                  | Vol.2                    |
| 第8话                              |                          | 穿幫了！？小花的秘密                 | 大和屋曉                 | 岩井隆央                 | 川村敏江                 | 3月24日                  | Vol.2                    |
| 第9话                              |                          | 羽月的一閃一閃亮晶晶                 | 影山由美                 | 五十嵐卓哉               | 桑原幹根                 | 3月31日                  | Vol.3                    |
| 第10话                             |                          | 修學旅行！！組長真辛苦               | 成田良美                 | 岡佳廣                   | 青山充                   | 4月7日                   | Vol.3                    |
| 第11话                             |                          | 奈良！命運的重逢                     | 栗山緑                   | 廣嶋秀樹                 | 稲上晃                   | 4月14日                  | Vol.3                    |
| 第12话                             |                          | 京都！無止境的夜晚                   | 栗山緑                   | 山内重保                 | 生田目康裕               | 4月21日                  | Vol.3                    |
| 第13话                             |                          | 睦美的引退宣言！                     | 大和屋曉                 | 長峯達也                 | 中嶋忠二                 | 4月28日                  | Vol.4                    |
| 第14话                             |                          | 不可大意！第七級考試                 | 影山由美                 | 矢部秋則                 | 河野宏之                 | 5月5日                   | Vol.4                    |
| 第15话                             |                          | 媽媽的不講理！                       | 栗山緑                   | 山吉康夫                 | 青山充                   | 5月12日                  | Vol.4                    |
| 第16话                             |                          | 不讓彩虹消失的方法                   | 成田良美                 | 岩井隆央                 | 川村敏江                 | 5月19日                  | Vol.4                    |
| 第17话                             |                          | 保護秘密基地！                       | 大和屋曉                 | 岡佳廣                   | 桑原幹根                 | 5月26日                  | Vol.5                    |
| 第18话                             |                          | 戀愛的走向是汪汪汪！                 | 影山由美                 | 廣嶋秀樹                 | 稲上晃                   | 6月2日                   | Vol.5                    |
| 第19话                             |                          | 爸爸一點都不坦白！？                 | 栗山緑                   | 山内重保                 | 生田目康裕               | 6月9日                   | Vol.5                    |
| 第20话                             |                          | 小桃子追尋夢想                       | 成田良美                 | 矢部秋則                 | 大河内忍                 | 6月16日                  | Vol.5                    |
| 第21话                             |                          | 最喜歡你了！老頭阿迪                 | 成田良美                 | 山吉康夫                 | 青山充                   | 6月23日                  | Vol.6                    |
| 第22话                             |                          | 公敬，請你不要走！！                 | 栗山緑                   | 岩井隆央                 | 中嶋忠二                 | 6月30日                  | Vol.6                    |
| 第23话                             |                          | 我不再過七夕了！                     | 大和屋曉                 | 五十嵐卓哉               | 河野宏之                 | 7月7日                   | Vol.6                    |
| 第24话                             |                          | 愛與正義！我們是魔女特攻隊！         | 影山由美                 | 長峯達也                 | 川村敏江                 | 7月14日                  | Vol.6                    |
| 第25话                             |                          | 可以創造微笑？謎樣的玻璃杯           | 大和屋曉                 | 岡佳廣                   | 青山充                   | 7月21日                  | Vol.7                    |
| 第26话                             |                          | 露營與咖哩火熱熱!                    | 成田良美                 | 廣嶋秀樹                 | 桑原幹根                 | 7月28日                  | Vol.7                    |
| 第27话                             |                          | 白色的小象，你好嗎！                 | 栗山緑                   | 矢部秋則                 | 稲上晃                   | 8月4日                   | Vol.7                    |
| 第28话                             |                          | 打不過老奶奶！？                     | 影山由美                 | 山内重保                 | 馬越嘉彦                 | 8月11日                  | Vol.7                    |
| 第29话                             |                          | 手牽著手！不要放開                   | 大和屋曉                 | 山吉康夫                 | 生田目康裕               | 8月18日                  | Vol.8                    |
| 第30话                             |                          | 可疑的影子！？魔女世界疑雲           | 栗山緑                   | 岩井隆央                 | 大河内忍                 | 8月25日                  | Vol.8                    |
| 第31话                             |                          | 寶寶是個小麻煩魔象！？               | 栗山緑                   | 五十嵐卓哉               | 川村敏江                 | 9月1日                   | Vol.8                    |
| 第32话                             |                          | 好孩子也會有煩惱                     | 成田良美                 | 長峯達也                 | 河野宏之                 | 9月8日                   | Vol.8                    |
| 第33话                             |                          | 迷惘的音符                           | 影山由美                 | 廣嶋秀樹                 | 青山充                   | 9月15日                  | Vol.9                    |
| 第34话                             |                          | 跟芭芭永遠在一起                     | 大和屋曉                 | 岡佳廣                   | 中嶋忠二                 | 9月22日                  | Vol.9                    |
| 第35话                             |                          | 第四級考試是慢慢吞吞？               | 大和屋曉                 | 矢部秋則                 | 桑原幹根                 | 9月29日                  | Vol.9                    |
| 第36话                             |                          | 騎著單車天涯任我行                   | 成田良美                 | 山吉康夫                 | 稲上晃                   | 10月6日                  | Vol.9                    |
| 第37话                             |                          | 全滅！？沉睡的魔法師們               | 影山由美                 | 岩井隆央                 | 生田目康裕               | 10月13日                 | Vol.10                   |
| 第38话                             |                          | 終於再婚！？小愛的決心               | 栗山緑                   | (五十嵐卓哉) 中尾幸彦    | 大河内忍                 | 10月20日                 | Vol.10                   |
| 第39话                             |                          | 注入真心！幸福的白玫瑰               | 影山由美                 | 岡佳廣                   | 川村敏江                 | 10月27日                 | Vol.10                   |
| 第40话                             |                          | DoReMi與放棄當魔女的魔女             | 大和屋曉                 | 細田守                   | 馬越嘉彦                 | 11月10日                 | Vol.10                   |
| 第41话                             |                          | 泡泡要先變成魔女了！？               | 成田良美                 | 五十嵐卓哉               | 青山充                   | 11月17日                 | Vol.11                   |
| 第42话                             |                          | 我要自己作主！？羽月的道路           | 栗山緑                   | 山吉康夫                 | 河野宏之                 | 11月24日                 | Vol.11                   |
| 第43话                             |                          | 第一級考試！玉木的空前大危機！！     | 影山由美                 | 矢部秋則                 | 桑原幹根                 | 12月1日                  | Vol.11                   |
| 第44话                             |                          | 要快點！最後一條線索                 | 栗山緑                   | (岡佳廣) 中尾幸彦        | 中嶋忠二                 | 12月8日                  | Vol.11                   |
| 第45话                             |                          | 悲傷的刺灌木，快消失吧！             | 栗山緑                   | 岩井隆央                 | 稲上晃                   | 12月15日                 | Vol.12                   |
| 第46话                             |                          | 再見了，魔女青蛙的詛咒               | 大和屋曉                 | 山吉康夫                 | 青山充                   | 12月22日                 | Vol.12                   |
| 第47话                             |                          | 就算離開到了遠方                     | 影山由美                 | 矢部秋則                 | 生田目康裕               | 12月29日                 | Vol.12                   |
| 第48话                             |                          | 小愛最幸福的一天                     | 栗山緑                   | 岡佳廣                   | 川村敏江                 | 2003年 1月5日            | Vol.12                   |
| 第49话                             |                          | 永遠永遠都是好朋友                   | 成田良美                 | 細田守                   | 河野宏之                 | 1月12日                  | Vol.13                   |
| 第50话                             |                          | 再見了，小麻煩魔女                   | 栗山緑                   | 岩井隆央                 | 桑原幹根                 | 1月19日                  | Vol.13                   |
| 第51话                             |                          | 謝謝大家！來日再相會                 | 栗山緑                   | 五十嵐卓哉               | 馬越嘉彦                 | 1月26日                  | Vol.13                   |
| OVA：小魔女DoReMi 秘密篇（おジャ魔女どれみナ・イ・ショ!）       |                          |                                      |                          |                          |                          |                          |                          |
| 第1话                              |                          | 亂糟糟的單車之旅〜男生的秘密〜       | 栗山緑                   | 五十嵐卓哉               | 桑原幹根                 | 2004年 6月26日           | Vol.1                    |
| 第2话                              |                          | 紐約的魔法堂〜小桃子的秘密〜         | 影山由美                 | 岡佳廣                   | 生田目康裕               | 7月10日                  | Vol.2                    |
| 第3话                              |                          | 游泳算什麼！〜小愛的秘密〜           | 成田良美                 | 中尾幸彦                 | 青山充                   | 7月24日                  | Vol.2                    |
| 第4话                              |                          | 非標準模式〜音符的秘密〜             | 大和屋曉                 | 山内重保                 | 馬場充子                 | 8月7日                   | Vol.3                    |
| 第5话                              |                          | 熟悉眼淚的人〜泡泡和小花的秘密〜     | 成田良美                 | (五十嵐卓哉) 中尾幸彦    | 篁馨                     | 8月21日                  | Vol.3                    |
| 第6话                              |                          | 金平糖的回憶〜管家婆婆的秘密〜           | 影山由美                 | 山内重保                 | 生田目康裕               | 9月4日                   | Vol.4                    |
| 第7话                              |                          | 最愛鯛魚燒！〜父子的秘密〜           | 大和屋曉                 | (佐藤順一) 座古明史      | 桑原幹根                 | 9月18日                  | Vol.4                    |
| 第8话                              |                          | 直笛事件！〜資優生的秘密〜           | 栗山緑                   | 岡佳廣                   | 青山充                   | 10月2日                  | Vol.5                    |
| 第9话                              |                          | 活力充沛的棒球社〜魔女們的秘密〜     | 大和屋曉                 | 五十嵐卓哉               | 馬場充子                 | 10月16日                 | Vol.5                    |
| 第10话                             |                          | 結婚的約定〜青梅竹馬的秘密〜         | 栗山緑                   | 宮下新平                 | 西位輝実                 | 10月30日                 | Vol.6                    |
| 第11话                             |                          | 情人節〜羽月的秘密〜                 | 成田良美                 | (櫻井弘明) 岡本英樹      | 生田目康裕               | 11月13日                 | Vol.6                    |
| 第12话                             |                          | 第七個魔女見習生〜小望的秘密〜       | 栗山緑                   | (佐藤順一) 中尾幸彦      | 馬場充子 西位輝実        | 11月27日                 | Vol.7                    |
| 第13话                             |                          | 穿越時空的女兒節娃娃〜DoReMi的秘密〜 | 影山由美                 | 五十嵐卓哉               | 馬越嘉彦                 | 12月11日                 | Vol.7                    |

### 搞笑劇場
| 話数   | 日文标题 | 中文标题              | 編劇     | 上載日期       |
| ------ | -------- | --------------------- | -------- | -------------- |
| 第1话  |          | 結成！搞笑魔法堂      | 栗山綠   | 2019年 3月23日 |
| 第2话  |          | 很久很久以前 Part 1   | 大和屋曉 | 4月14日        |
| 第3话  |          | 誰才是吐槽役？        | 大和屋曉 | 4月27日        |
| 第4话  |          | 聯想測試              | 大和屋曉 | 5月11日        |
| 第5话  |          | 牛排的詛咒            | 栗山綠   | 5月26日        |
| 第6话  |          | 很久很久以前 Part 2   | 栗山綠   | 6月8日         |
| 第7话  |          | 你想吃什麼？          | 大和屋曉 | 6月22日        |
| 第8话  |          | 小魔女的笑話比賽 其一 | 栗山綠   | 7月6日         |
| 第9话  |          | 很久很久以前 Part 3   | 大和屋曉 | 7月20日        |
| 第10话 |          | 玩具                  | 大和屋曉 | 8月4日         |
| 第11话 |          | 小花登場              | 栗山綠   | 8月25日        |
| 第12话 |          | 翻譯                  | 大和屋暁 | 9月7日         |
| 第13话 |          | 歡迎光臨              | 大和屋暁 | 9月22日        |
| 第14话 |          | 小魔女的笑話比賽 其二 | 栗山綠   | 10月5日        |
| 第15话 |          | 最近如何？            | 大和屋曉 | 10月19日       |
| 第16话 |          | 小花是跟蹤狂1         | 栗山綠   | 11月2日        |
| 第17话 |          | 很久很久以前 Part 4   | 大和屋曉 | 11月16日       |
| 第18话 |          | 玉木麗香狀態佳！      | 栗山綠   | 12月1日        |
| 第19话 |          | 小愛的戀愛事情        | 大和屋曉 | 12月14日       |
| 第20话 |          | 第一次的○○            | 栗山綠   | 12月28日       |
| 第21话 |          | 小花是跟蹤狂2         | 栗山綠   | 2020年 1月12日 |
| 第22话 |          | 很久很久以前 Part 5   | 栗山綠   | 1月26日        |
| 第23话 |          | 假如小愛是東京人      | 栗山綠   | 2月9日         |
| 第24话 |          | 很久很久以前 Part 6   | 大和屋曉 | 2月23日        |
| 第25话 |          | 小魔女的笑話比賽 其三 | 大和屋曉 | 3月7日         |
| 第26话 |          | 小魔女的笑話比賽 其四 | 大和屋曉 | 3月22日        |

## 制作人員
- 原作：東堂泉
- 製片人：株柳真司（朝日放送）、堀內孝（ADK）、關弘美、蛭田成一（東映動畫）
- 系列導演：五十嵐卓哉、佐藤順一
- 系列構成：山田隆司
- 人物概念設計、總作畫監督：馬越嘉彦
- 音樂：奥慶一
- 美術設計：ゆきゆきえ、行信三
- 色彩設計：辻田邦夫
- 製作擔當：風間厚德
- 製作協力：東映
- 製作：朝日放送、旭通信社、東映動畫

## 音樂
※MAHO堂＝春風DoReMi（千葉千惠巳）、藤原羽月（秋谷智子）、妹尾愛子（松岡由貴）、瀨川音符（宍戶留美）、飛鳥桃子（宮原永海）、小花（大谷育江）

### 片頭曲
全部由MAHO堂主唱。
（第一輯）
作詞：大森祥子，作曲：池毅，編曲：坂本昌之
（第二輯＆劇場版）
作詞：並河祥太，作．編曲：堀隆
（第三輯＆劇場版）
作詞：里乃塚玲央，作曲：小杉保夫，編曲：安井歩
（第四輯）
作詞：，作曲：小杉保夫，編曲：山中紀昌
（OVA）
作詞：柚木美祐，作曲：吉山隆之，編曲：川本盛文

### 片尾曲
（第一輯）
作詞：大森祥子，作曲：茅原萬起，編曲：川崎真弘，主唱：
（第二輯）
作詞・作曲：杉山加奈，編曲：，主唱：MAHO堂
（第三輯＆OVA♯12）
作詞・作曲：茅原萬起，編曲：安井步，主唱：
（第四輯，第1－13、31－51話）
作詞：，作曲：佐野恭野，編曲：
主唱：中司雅美⍣
主唱：全體聲優（第51話）
（第四輯，第14－30話）
作詞：武賴杏，作曲：小杉保夫，編曲：上田益，主唱：MAHO堂
（OVA，第1－11、13話）
作詞：柚木美祐，作曲：坂下正俊，編曲：川本盛文，主唱：MAHO堂
（第二輯劇場版）
作詞．主唱：，作・編曲：奥慶一
（第三輯劇場版）
作詞：柚木美祐，作曲：池毅，編曲：，主唱：MAHO堂

### 插曲
第一輯
「2」（第1話）
作詞．作曲：松原みき，編曲：MT-DRIVE，主唱：五條真由美

作詞：柚木美祐，作曲：松原みき，編曲：坂本昌之，主唱：五條真由美
（第12話）
作詞：柚木美祐，作曲：松原みき，編曲：矢野立美，主唱：桜井ちひる(デラ)
（第45話）
作詞：GILLESPIE HAVEN，作・編曲：COOTS J FRED，主唱：MAHO堂

作詞・曲・編曲・主唱：松浦有希
第二輯
（第3、7、37話）
作詞：相吉志保，作曲：竹田えり，編曲：大森俊之，歌：MAHO堂
（第13話）
作詞：木本慶子，作曲：佐藤英敏，編曲：五島翔，主唱：瀨川音符（宍戸留美）
（第21話＆OVA♯11）
作詞：大森祥子，作・編曲：奧慶一，主唱：春風DoReMi（千葉千惠巳）
（第34話）
作詞：並河祥太，作・編曲：大森俊之，主唱：MAHO堂
（第38話）
作詞・曲：杉山加奈，編曲：丸尾めぐみ，主唱：藤原初貴（秋谷智子）
（第44話）
作詞：PIERPONT JAMES，作・編曲：TRADITIONAL，歌：MAHO堂
第三輯
（第1話）
作詞：竹田えり，作．編曲：大森俊之，歌：MAHO堂
（第7話）
作詞：柚木美祐，作曲・編曲：奥慶一，歌：飛鳥桃子（宮原永海）
（第9話）
作詞：大森祥子，作曲・編曲：奥慶一，主唱：藤原初貴（秋谷智子）
（第18、43話）
作詞：青柳美奈子，作曲：浅田直，編曲：安井步，主唱：瀨川音符（宍戸留美）
（第37話）
作詞：大和屋暁，作・編曲：MANTA，歌：飛鳥桃子（宮原永海）
（第46話）
作詞：里乃塚玲央，作曲：小杉保夫，編曲：安井步，主唱：MAHO堂
第四輯
（第17話＆OVA♯3）
作詞：柚木美祐，作．編曲：板本昌之，主唱：五條真由美

作曲： 佐藤恭野/作詞:ひかわさくら/編曲者:信田かずお/歌:中司雅美
首見於『大合~奏』第19話
（第34話）
作詞：山田ひろし，作曲：太田美知彥，編曲：安井步，主唱：中司雅美
(第49話）

作詞．曲．編曲．主唱：松浦有希

OVA
「北極星」（第4話）
作詞：石原理酉、柚木美祐，作曲：石原理酉，編曲：上田禎、大木知之，主唱：瀨川音符（宍戶留美）
「ARIGATO」（第9話）
作詞：大森祥子，作・編曲：MANTA，主唱：飛鳥桃子（宮原永海）
（第11話）
作詞：大森祥子，作曲・編曲：松浦有希，主唱：藤原羽月（秋谷智子）

## 播放電視台
- 日本：朝日放送・朝日電視台系[註 5]
- 美國：4Kids TV[註 6]
- 韓國：文化放送[註 7]
- 台灣：台視主頻道[註 8]、東森幼幼台[註 9]

※亦曾在德國、法國、義大利、墨西哥、澳大利亞多地播出。

### 節目變遷
日本
| 日本 朝日放送 星期日 08:30－09:00 | 日本 朝日放送 星期日 08:30－09:00                                                                        | 日本 朝日放送 星期日 08:30－09:00 |
| --------------------------------- | --- | --------------------------------- |
|                                   | 小魔女DoReMi ↓ 小魔女DoReMi♯ ↓ 大~集合!小魔女DoReMi ↓ 小魔女DoReMi 大合奏! (1999年2月7日－2003年1月26日) |                                   |
| 蠟筆小王國                        | 妮嘉尋親記                                                                                               |                                   |

香港
小魔女DoReMi
重播
| 香港 翡翠台 星期一至五 15:40－16:10 | 香港 翡翠台 星期一至五 15:40－16:10            | 香港 翡翠台 星期一至五 15:40－16:10 |
| ----------------------------------- | ---------------------------------------------- | ----------------------------------- |
|                                     | 第1-29, 31-51話 (2002年11月4日－2003年1月14日) |                                     |
| 超人佳亞                            | 女棒甲子園                                     |                                     |

小魔女DoReMi♯
首播
| 香港 翡翠台 星期日 10:50－11:20 | 香港 翡翠台 星期日 10:50－11:20      | 香港 翡翠台 星期日 10:50－11:20 |
| ------------------------------- | ------------------------------------ | ------------------------------- |
|                                 | 第29話 (2003年11月9日)               |                                 |
| 球迷世界                        | 第五十屆澳門格蘭披治大賽 10:35-12:50 |                                 |

重播
| 香港 翡翠台 星期二、四、五 15:40－16:10 | 香港 翡翠台 星期二、四、五 15:40－16:10  | 香港 翡翠台 星期二、四、五 15:40－16:10 |
| --------------------------------------- | ---------------------------------------- | --------------------------------------- |
|                                         | 第1-28, 30-49話 (2003年7月30日－10月8日) |                                         |
| 六門天外                                | 外星BB撞地球                             |                                         |

電影 小魔女DoReMi♯
首播
| 香港 翡翠台 星期六 17:25－17:55 | 香港 翡翠台 星期六 17:25－17:55 | 香港 翡翠台 星期六 17:25－17:55 |
| ------------------------------- | ------------------------------- | ------------------------------- |
|                                 | 之親心歷險 (2004年12月25日)     |                                 |
| 網絡英雄洛克人                  | 數碼暴龍4無限地帶               |                                 |

重播
| 香港 翡翠台 星期四 09:30－10:00 | 香港 翡翠台 星期四 09:30－10:00 | 香港 翡翠台 星期四 09:30－10:00 |
| ------------------------------- | ------------------------------- | ------------------------------- |
|                                 | 之親心歷險 (2005年12月22日)     |                                 |
| 包青天 09:30-11:30              | 之青蛙石之謎                    |                                 |
| 星期六 16:00－16:30             |                                 |                                 |
| 滴骰孖妹                        | 之親心歷險 (2006年11月4日)      | 魔豆傳奇                        |

大~集合!小魔女DoReMi
首播
| 香港 翡翠台 星期一、三、五 17:05－17:35 | 香港 翡翠台 星期一、三、五 17:05－17:35        | 香港 翡翠台 星期一、三、五 17:05－17:35 |
| --------------------------------------- | ---------------------------------------------- | --------------------------------------- |
|                                         | 第1-9, 11-28, 30-51話 (2003年1月24日－5月19日) |                                         |
| 哈姆太郎 第32-78話                      | 我的ET同學                                     |                                         |
| 星期日 10:00-10:30                      |                                                |                                         |
| 棋靈王                                  | 第29話 (2005年3月13日)                         | 千年女王傳奇再現                        |
| 星期六 16:55-17:25                      |                                                |                                         |
| 我要上太空 17:00-17:30                  | 第10話 (2005年6月11日)                         | 我要上太空                              |

重播
| 香港 翡翠台 星期六、日 17:00－17:25 | 香港 翡翠台 星期六、日 17:00－17:25                  | 香港 翡翠台 星期六、日 17:00－17:25 |
| ----------------------------------- | ---------------------------------------------------- | ----------------------------------- |
|                                     | 第1-9, 11-28, 30-51話 (2003年12月21日－2004年6月6日) |                                     |
| 足球小將GOAL!                       | 小魔女DoReMi 第4輯                                   |                                     |
| 星期日 09:00－09:25                 |                                                      |                                     |
| 潮流玩DC                            | 第29話 (2005年5月29日)                               | 數碼暴龍4無限地帶                   |

電影 大~集合!小魔女DoReMi 青蛙石的秘密
首播
| 香港 翡翠台 星期五 09:30-10:00 | 香港 翡翠台 星期五 09:30-10:00    | 香港 翡翠台 星期五 09:30-10:00 |
| ------------------------------ | --------------------------------- | ------------------------------ |
|                                | 之青蛙石之謎 (2005年12月23日)     |                                |
| 之親心歷險 重播                | 香港迪士尼樂園歡樂時光 9:00-10:00 |                                |

重播
| 香港 翡翠台 星期五 10:15-10:45                      | 香港 翡翠台 星期五 10:15-10:45                   | 香港 翡翠台 星期五 10:15-10:45 |
| --------------------------------------------------- | ------------------------------------------------ | ------------------------------ |
|                                                     | 之青蛙石之謎 (2006年9月1日)                      |                                |
| 金曲挑戰站 ↓ 快樂長門人 ↓ 幪面超人龍騎 10:15-11:30) | 金曲挑戰站 ↓ 快樂長門人 ↓ 天下糧倉 (10:15-11:30) |                                |
| 星期六 16:00-16:30                                  |                                                  |                                |
| 滴骰孖妹 重播                                       | 之青蛙石之謎 (2006年11月4日)                     | 魔豆傳奇                       |

小魔女DoReMi 大合奏!
首播
| 香港 翡翠台 星期六、日 16:55－17:25 | 香港 翡翠台 星期六、日 16:55－17:25 | 香港 翡翠台 星期六、日 16:55－17:25 |
| ----------------------------------- | ----------------------------------- | ----------------------------------- |
|                                     | (2004年6月12日－12月18日)           |                                     |
| 小魔女DoReMi 第3輯                  | 網絡英雄洛克人                      |                                     |

重播
| 香港 翡翠台 星期一至五 15:45－16:15 | 香港 翡翠台 星期一至五 15:45－16:15 | 香港 翡翠台 星期一至五 15:45－16:15 |
| ----------------------------------- | ----------------------------------- | ----------------------------------- |
|                                     | (2006年2月21日－5月3日)             |                                     |
| 足球小將GOAL!                       | 機械小立方                          |                                     |

小魔女DoReMi 童年秘密篇
首播
| 香港 翡翠台 星期一至五 11:00－11:30 | 香港 翡翠台 星期一至五 11:00－11:30 | 香港 翡翠台 星期一至五 11:00－11:30 |
| ----------------------------------- | ----------------------------------- | ----------------------------------- |
|                                     | (2007年7月3日－7月19日)             |                                     |
| 新紮師妹2 10:30-12:45               | 櫻桃小丸子夏日紮紮跳                |                                     |

重播
| 香港 翡翠台 星期六 11:30－11:55 | 香港 翡翠台 星期六 11:30－11:55 | 香港 翡翠台 星期六 11:30－11:55 |
| ------------------------------- | ------------------------------- | ------------------------------- |
|                                 | (2008年3月29日－6月21日)        |                                 |
| 變形金剛 10:30-11:55            | 洛克人網絡保衛戰                |                                 |

台灣
| 台灣 MOMO親子台 星期一至五 18:30 - 19:30 12月15日 19:00-19:30 2015年2月9日 18:30-19:00 2015年2月23日 18:30-19:00 2015年3月25、26日 18:30-19:30 2015年4月20日 18:30-19:30 | 台灣 MOMO親子台 星期一至五 18:30 - 19:30 12月15日 19:00-19:30 2015年2月9日 18:30-19:00 2015年2月23日 18:30-19:00 2015年3月25、26日 18:30-19:30 2015年4月20日 18:30-19:30 | 台灣 MOMO親子台 星期一至五 18:30 - 19:30 12月15日 19:00-19:30 2015年2月9日 18:30-19:00 2015年2月23日 18:30-19:00 2015年3月25、26日 18:30-19:30 2015年4月20日 18:30-19:30 |
| --- | --- | --- |
| | 小魔女DoReMi 全輯＆OVA (2014年12月12日－2015年10月5日) | |
| 真珠美人魚 | 小魔女DoReMi 重播 | |
| 台灣 MOMO親子台 星期一至五 16:00 - 17:00 | | |
| 待查 | 小魔女DoReMi 重播 第一至四部、OVA (2016年10月5日 - 2017年3月23日) | Dora |

| 台灣 東森幼幼台 星期一、二、四 14:30 - 15:00 10月15、18、22、24、25、29、31日 11月1-5、7、12、14、19、21、26、28日改為 23:30-00:00 | 台灣 東森幼幼台 星期一、二、四 14:30 - 15:00 10月15、18、22、24、25、29、31日 11月1-5、7、12、14、19、21、26、28日改為 23:30-00:00 | 台灣 東森幼幼台 星期一、二、四 14:30 - 15:00 10月15、18、22、24、25、29、31日 11月1-5、7、12、14、19、21、26、28日改為 23:30-00:00 |
| --- | --- | --- |
| | 小魔女DoReMi 第四部 (2012年9月3日 - 11月28日)                                                                                      | |
| 遊戲王怪獸之決鬥 | 歡樂奇妙屋 14:30-15:00海綿寶寶接力賽 23:00 -00:30                                                                                  | |

| 台灣 龍華動畫台 星期一至五18:00-19:00節目 2016年1月5日改為18:30-19:00 | 台灣 龍華動畫台 星期一至五18:00-19:00節目 2016年1月5日改為18:30-19:00 | 台灣 龍華動畫台 星期一至五18:00-19:00節目 2016年1月5日改為18:30-19:00 |
| --------------------------------------------------------------------- | --------------------------------------------------------------------- | --------------------------------------------------------------------- |
|                                                                       | 小魔女DoReMi 四部聯播 (2015年9月15日 - 2016年3月15日)                 |                                                                       |
| 待查                                                                  | 雲朵麵包                                                              |                                                                       |

| 台灣 台視 星期六17:27-17:57節目 2022年7月2、9日、8月6、13日、9月10日、11月26日、2023年1月21、28日暫停播映 2022年11月19日改為16:57-17:27 | 台灣 台視 星期六17:27-17:57節目 2022年7月2、9日、8月6、13日、9月10日、11月26日、2023年1月21、28日暫停播映 2022年11月19日改為16:57-17:27 | 台灣 台視 星期六17:27-17:57節目 2022年7月2、9日、8月6、13日、9月10日、11月26日、2023年1月21、28日暫停播映 2022年11月19日改為16:57-17:27 |
| --- | --- | --- |
| | 小魔女DoReMi 第一部 第1-35話 (2022年5月7日 - 2023年2月25日)                                                                             | |
| 數碼寶貝大冒險： | 我們戀愛吧3 | |
| 台灣 台視 星期六16:57-17:27節目 | | |
| 蠟筆小新 | 小魔女DoReMi 第一部 第36-51話 (2023年3月4日 - 2023年6月17日)                                                                            | 蠟筆小新 |

## 相關產品

### 輕小說
在OVA完結八年後所推出來的輕小說文庫版，由講談社出版。故事講述春風DoReMi、藤原羽月、妹尾愛子、瀨川音符及飛鳥桃子五人在十六歲開始的高中故事作為動畫版的後續。
- 原作：東堂泉
- 作者：栗山綠
- 描畫：馬越嘉彥

（標有*記號者為另有販售Drama CD的限定版）
| 册数 | 日文标题                                  | 英文标题                                | 副標題 | 發售日期       |
| ---- | ----------------------------------------- | --------------------------------------- | --- | -------------- |
| 1    |                                           |                                         | - 第一章：春爛漫 - 第二章：MAHO堂開業 - 第三章：いざ北海道へ （向北海道出發） - 第四章：夏☆キラリ（閃閃夏日） - 第五章：夢を信じて（相信夢想） - 第六章：明日に向かって走れ!（奔向明天） | 2011年12月2日  |
| 2    |                                           |                                         | - 第一章：それぞれの秋（各自的秋天） - 第二章：町工場ガール（城鎮工廠女孩） - 第三章：クリスマスの魔法（聖誕節的魔法） - 第四章：正月もののけ顛末記（新年怪事始末記） - 第五章：矢田くんの守護天使（矢田同學的守護天使） - 第六章：バレンタインの騎士さま（情人節的騎士） - 第七章：月を追いかけて（追著月亮）     | 2012年5月2日   |
| 3    |                                           |                                         | - 第一章：バリの歌姬（巴黎的歌姬） - 第二章：マネージャーも見習い中（經理也在實習中） - 第三章：ももこのライバル店（桃子的敵手店） - 第四章：クラスメートは新種の娘（同班同學是新種女孩） - 第五章：それぞれのターニングポイント（各自的轉捩點） - 第六章：16歲フォーエバー（永遠的16歲）                          | 2012年11月30日 |
| *4   |                                           |                                         | - 第一章：夢の花が咲く時 （夢之花盛開之時） - 第二章：おんぷマニアの弱点は?（瀨川音符狂熱者的弱點是?） - 第三章：ももこによく似たマドモアゼル（跟桃子很相似的法國小姐） - 第四章：コペンハーゲンの約束（哥本哈根的約定） - 第五章：国立への遠い道（往國立的遙遠的路） - 第六章：別れのヴァイオリン（離別的小提琴） | 2013年7月2日   |
| 5    |                                           |                                         | - 第一章：あたしを未来に連れてって（帶我往未來） - 第二章：それぞれの選択 （各自的選擇） - 第三章：スウィート‧バレンタイン（甜蜜情人節） - 第四章：レベル１のヒロイン（初級的女主角） - 第五章：ＧＯ!ＧＯ!チアガール（GO!GO!啦啦隊姑娘）                                                                           | 2013年10月2日  |
| *6   |                                           |                                         | - 第一章：これかあたしの進む道（這是我往前進的路） - 第二章：危うし!チアリーディング同好会 （危險!啦啦隊同好會） - 第三章：お母さんにはかなわない（還是放心不下媽媽） - 第四章：ハナちゃんとユメちゃん（小花與小夢） - 第五章：プリンスからの挑戦状（來自王子的挑戰書）                                            | 2014年2月28日  |
| 7    |                                           |                                         | - 第一章： 十八歲の夏（十八歲的夏天） - 第二章： 夢の終ゎリ（夢想直到終點） - 第三章： あいちゃんの選択（妹尾愛子的選擇） - 第四章：飛鳥家の迷走（飛鳥家的走迷） - 第五章：囯立の死鬪へ（國立的殊死戰） | 2014年9月2日   |
| 8    |                                           |                                         | - 第一章： クリスマスの贈り物（聖誕節的禮物） - 第二章： 告白（告白） - 第三章： 最後のマジカルステージ（最後的魔幻舞台） - 第四章：受驗生の心得（考生的心得） - 第五章：卒業（畢業） | 2015年6月2日   |
| *9   |                                           |                                         | - 第一章：あいこの What A Wonderful World （妹尾愛子的美好時光） - 第二章：おんぷのBlue Moon （瀨川音符的藍色的月亮） - 第三章：ももこのMadeleine（桃子的瑪德蓮蛋糕） - 第四章：はづきのLa vie en rose（瀨川音符的玫瑰色人生） - 第五章：どれみのA Day IN The Life（春風DoReMi最重要的一天） - エピローグ（結尾）  | 2015年12月2日  |
| 10   |                                           |                                         | - 序章: MAHO堂に何か起こつたか（在魔法堂發生什麼事） - 第一章: 神さまのほうび（上帝的奖賞） - 第二章: 月と女神と（月亮与女神） - 第三章: あいことミミ（妹尾愛子和咪咪） - 第四章: 心の溫度（心的溫度） - 第五章: リメンバ一~（記住一個） - 最終章: 未来ヘ（未來）                                                  | 2019年10月2日  |
| 畫冊 | おジャ魔女どれみ 16 馬越嘉彥Illustrations | Ojamajo Doremi 16 馬越嘉彥Illustrations | | 2016年6月2日   |

### 漫畫
- 構成：iS Creative、飯塚裕之、渡邊朱美
- ラインアート：小島美和、岡村游奈、平野ともみ、高橋彌子、浦鄉裕美
- 本文テザイン：小宮山裕
- 裝訂：阿部有貴子
- 協力：東映動畫、コスモ．STUDIO、テーラーバード
- 連載：講談社
- 畫冊：たかなし♡しずえ、たのしい幼稚園、おどもだち等等

### 電子遊戲
小魔女Adventure～秘密的魔法(おジャ魔女あどべんちゃ～ ないしょのまほう)
支援作業系統：Windows98SE/Me/2000/XP/7/8/10
開發公司：天田印刷加工股份有限公司
發售公司：東映動畫股份有限公司
總監督：山田進剛
腳本：長谷見沙貴
儲存媒介：CD-ROM 一片
遊戲人數：1人
發售日：2004年11月19日
操作語言：日語
存檔數：30
小魔女DoReMi2 ♯ 天使養成計劃
支援作業系統：Windows95/Windows98SE/Me/2000/XP/7/8/10
開發公司：卉谷科技股份有限公司
發售公司：卉谷科技股份有限公司
儲存媒介：CD-ROM 一片
遊戲人數：1人
發售日：2002年6月1日
操作語言：繁體中文
小魔女DoReMei3 大~集合 夢幻魔法～精靈古堡
支援作業系統：Windows95/Windows98SE/Me/2000/XP/7/8/10
開發公司：卉谷科技股份有限公司
發售公司：卉谷科技股份有限公司
儲存媒介：CD-ROM 一片
遊戲人數：1人
發售年分：2004年
操作語言：繁體中文
小魔女DoReMei3 大~集合 魔女條件
支援作業系統：Windows95/Windows98SE/Me/2000/XP/7/8/10
開發公司：卉谷科技股份有限公司
發售公司：卉谷科技股份有限公司
儲存媒介：CD-ROM 一片
遊戲人數：1人
發售年分：2004年
操作語言：繁體中文
小魔女DoReMi4 大合奏 天使的饗宴
支援作業系統：Windows95/Windows98SE/Me/2000/XP/7/8/10
開發公司：卉谷科技股份有限公司
發售公司：卉谷科技股份有限公司
儲存媒介：CD-ROM 一片
遊戲人數：1人
發售年分：2005年
操作語言：繁體中文

## 小魔女kids
《小魔女kids》（日文原名：おジャ魔女キッズ ）。《小魔女DoReMi (第四部) 大合奏～！》在日本首次播映的期間博得當時日本的小孩子喜愛，當時日本六名童星共同結成「おジャ魔女キッズ」團隊在各地方縣市巡迴演出、帶領兒童音樂律動操活動。
1. 春風DoReMi - 鈴木霞（生日：1990年6月21日[10]）
2. 藤原羽月 - 田中みいや（生日：1992年9月9日[10]）
3. 妹尾愛子 - 渡辺千晴（生日：1991年12月26日[10]）
4. 瀬川音符 - 竹田真恋人（生日：1990年 12月17日[10]）
5. 飛鳥桃子 - 前田ちさと（生日：1990年10月4日[10]）
6. 小花 - 篠原愛實（生日：1993年3月10日[10]）